# Raymond Flanagan
Raymond Joseph David Stanislaus Flanagan OCSO (* 29. November 1903 in Roxbury; † 3. Juni 1990 in der Trappistenabtei Gethsemani, Kentucky) war ein römisch-katholischer Geistlicher und Trappist.

## Leben
Er wurde am 22. Juli 1933 als Mitglied des Jesuitenordens zum Priester geweiht und absolvierte 1934/1935 sein Tertiat in Port Townsend. 1936 trat er in die Trappistenabtei Gethsemani über, wo er den Ordensnamen Raymond annahm und am 5. April 1942 die feierliche Profess ablegte. Er wurde auf dem Klosterfriedhof Gethsemani begraben.

## Schriften (Auswahl)
- The Man who got even with God. The Life of an American Trappist. Milwaukee 1941, OCLC 1023825096.
  - Engelbert Eberhard (Übersetzer): Ein Mensch wird fertig mit Gott. Vom Cowboy zum Trappisten. Würzburg 1961, OCLC 640916268.
- Three Religious Rebels. The Forefathers of the Trappists. Boston 1944.
  - Die drei Rebellen. Die Väter von Cîteaux. Sankt Ottilien 1982, ISBN 3-88096-181-6.
- The Less Traveled Road. A Memoir of Dom Mary Frederic Dunne, O.C.S.O., First American Trappist Abbot. Milwaukee 1953, OCLC 66054420.
- God, a Woman, and the Way. Milwaukee 1955, OCLC 255302313.
  - Wilhelm Weiske (Übersetzer): Nur diesen einen Weg. Betrachtungen über die Sieben Schmerzen Mariens. Limburg 1959, OCLC 45382323.
- God Goes to Murderer's Row. Dublin 1956, OCLC 1049557193.
  - Martha Maria Schmitz (Übersetzerin): Gott in der Todeszelle. Ein authentischer Bericht. Wien 1960, OCLC 73572299.
- These Women Walked with God. Dublin 1958, OCLC 222049936.
- This is Your Tomorrow and Today. Milwaukee, 1959.
- Burnt Out Incense. New York 1949, OCLC 213156.
  - Lamberta Mentrop (Übersetzerin): Die weißen Mönche von Kentucky. Die Lebensgeschichte eines Trappistenklosters im Zeitalter der Technik. Freiburg im Breisgau 1957, OCLC 832656005.
- Relax and Rejoice, for the Hand on the Tiller is Firm. Pasay City, Philippines 1968.
- The Family that Overtook Christ. Boston 1986, ISBN 0-8198-2626-X.